# EHF Champions League 2007-08 (kvinder)
EHF Champions League 2007–08 for kvinder var den 15. EHF Champions League-turnering for kvinder. Turneringen blev arrangeret af European Handball Federation og havde deltagelse af 32 hold. I forhold til tidligere var afviklingsformatet ændret. De to kvalifikationsrunder var ændret fra cup- til puljespil, og antallet af hold der kvalificerede sig til gruppespillet fra kvalifikationen var sat ned fra otte til fire hold. Til gengæld var 12 hold direkte kvalificerede til gruppespillet, som fortsat bestod af fire grupper med fire hold. De fire vindere og fire toere gik som noget nyt videre til endnu et gruppespil i to grupper med fire hold, hvorfra vinderne og toerne gik videre til semifinalerne.
Turneringen blev for første gang vundet af et hold fra Rusland. I finalen vandt Zvezda Zvenigorod over to kampe samlet 56-53 over Hypo Niederösterreich fra Østrig. Danmark blev repræsenteret af Slagelse Dream Team og Viborg HK, som begge blev slået ud i andet gruppespil, samt Aalborg DH, som blev slået ud i anden kvalifikationsrunde.

## Resultater

### Første kvalifikationsrunde
De otte deltagende hold spillede miniturneringer i to grupper med fire hold. De to gruppevindere og -toere kvalificerede sig til anden kvalifikationsrunde.

#### Gruppe A
| Dato | Kamp                                         | Res.  |
| ---- | -------------------------------------------- | ----- |
| 7.9. | BNTU-Belaz Minsk Region – SPES Kefalovrisos  | 27-20 |
| 7.9. | Edilcinque Sassari – UMF Stjarnan            | 24-23 |
| 8.9. | UMF Stjarnan – BNTU-Belaz Minsk Region       | 28-24 |
| 8.9. | SPES Kefalovrisos – Edilcinque Sassari       | 20-38 |
| 9.9. | UMF Stjarnan – SPES Kefalovrisos             | 38-21 |
| 9.9. | Edilcinque Sassari – BNTU-Belaz Minsk Region | 24-27 |

| Hold                    | Kampe | Mål     | Point |
| ----------------------- | ----- | ------- | ----- |
| UMF Stjarnan            | 3     | 99-69   | 6     |
| BNTU-Belaz Minsk Region | 3     | 78-72   | 4     |
| Edilcinque Sassari      | 3     | 86-80   | 2     |
| SPES Kefalovrisos       | 3     | 061-103 | 0     |

#### Gruppe B
| Dato | Kamp                                       | Res.  |
| ---- | ------------------------------------------ | ----- |
| 7.9. | Milli Piyango SK – IK Sävehof              | 32-33 |
| 7.9. | Van der Voort - Quintus – ZRK Knjaz Milos  | 18-21 |
| 8.9. | ZRK Knjaz Milos – Milli Piyango SK         | 28-36 |
| 8.9. | IK Sävehof – Van der Voort - Quintus       | 25-23 |
| 9.9. | ZRK Knjaz Milos – IK Sävehof               | 22-34 |
| 9.9. | Van der Voort - Quintus – Milli Piyango SK | 28-42 |

| Hold                    | Kampe | Mål     | Point |
| ----------------------- | ----- | ------- | ----- |
| IK Sävehof              | 3     | 92-77   | 6     |
| Milli Piyango SK        | 3     | 110-890 | 4     |
| ZRK Knjaz Milos         | 3     | 71-88   | 2     |
| Van der Voort - Quintus | 3     | 69-88   | 0     |

### Anden kvalifikationsrunde
De fire hold, som gik videre fra første kvalifikationsrunde, spillede sammen med 12 seedede hold om fire pladser i Champions League-gruppespillet. Holdene var inddelt i fire grupper med fire hold, som hver spillede en miniturnering. De fire gruppevindere kvalificerede sig til det egentlige CL-gruppespil.

#### Gruppe 1
| Dato  | Kamp                                          | Res.  |
| ----- | --------------------------------------------- | ----- |
| 28.9. | HB Metz Moselle Lorraine – UMF Stjarnan       | 22-23 |
| 28.9. | Győri Audi ETO – IUVENTA Michalovce           | 42-27 |
| 29.9. | IUVENTA Michalovce – HB Metz Moselle Lorraine | 26-33 |
| 29.9. | UMF Stjarnan – Győri Audi ETO                 | 20-33 |
| 30.9. | IUVENTA Michalovce – UMF Stjarnan             | 37-30 |
| 30.9. | Győri Audi ETO – HB Metz Moselle Lorraine     | 30-27 |

| Hold                     | Kampe | Mål     | Point |
| ------------------------ | ----- | ------- | ----- |
| Győri Audi ETO           | 3     | 105-740 | 6     |
| HB Metz Moselle Lorraine | 3     | 82-79   | 2     |
| IUVENTA Michalovce       | 3     | 090-105 | 2     |
| UMF Stjarnan             | 3     | 73-92   | 2     |

#### Gruppe 2
| Dato  | Kamp                                      | Res.  |
| ----- | ----------------------------------------- | ----- |
| 28.9. | Aalborg DH – AC Ormi-Loux Patras          | 35-25 |
| 28.9. | HC Motor Zaporoshje – IK Sävehof          | 26-23 |
| 29.9. | IK Sävehof – Aalborg DH                   | 32-26 |
| 29.9. | AC Ormi-Loux Patras – HC Motor Zaporoshje | 22-30 |
| 30.9. | Aalborg DH – HC Motor Zaporoshje          | 23-22 |
| 30.9. | AC Ormi-Loux Patras – IK Sävehof          | 22-27 |

| Hold                | Kampe | Mål   | Point |
| ------------------- | ----- | ----- | ----- |
| IK Sävehof          | 3     | 82-74 | 4     |
| HC Motor Zaporozhje | 3     | 78-68 | 4     |
| Aalborg DH          | 3     | 84-79 | 4     |
| AC Ormi-Loux Patras | 3     | 69-92 | 0     |

#### Gruppe 3
| Dato  | Kamp                                          | Res.  |
| ----- | --------------------------------------------- | ----- |
| 28.9. | Byåsen HB Elite – BNTU-Belaz Minsk Region     | 33-15 |
| 28.9. | CS Oltchim Rm. Valcea – Madeira Andebol SAD   | 35-20 |
| 29.9. | Madeira Andebol SAD – Byåsen HB Elite         | 24-37 |
| 29.9. | BNTU-Belaz Minsk Reg. – CS Oltchim Rm. Valcea | 13-39 |
| 30.9. | Madeira Andebol SAD – BNTU-Belaz Minsk Region | 26-30 |
| 30.9. | CS Oltchim Ramnicu Valcea – Byåsen HB Elite   | 30-22 |

| Hold                      | Kampe | Mål     | Point |
| ------------------------- | ----- | ------- | ----- |
| CS Oltchim Ramnicu Valcea | 3     | 104-550 | 6     |
| Byåsen HB Elite           | 3     | 92-69   | 4     |
| BNTU-Belaz Minsk Region   | 3     | 58-98   | 2     |
| Madeira Andebol SAD       | 3     | 070-102 | 0     |

#### Gruppe 4
| Dato  | Kamp                                  | Res.  |
| ----- | ------------------------------------- | ----- |
| 28.9. | HC Lada Togliatti – SPR SAFO Lublin   | 34-21 |
| 28.9. | Balonmano Sagunto – Milli Piyango SK  | 44-27 |
| 29.9. | SPR SAFO Lublin – Balonmano Sagunto   | 27-26 |
| 29.9. | Milli Piyango SK – HC Lada Togliatti  | 19-35 |
| 30.9. | HC Lada Togliatti – Balonmano Sagunto | 33-24 |
| 30.9. | SPR SAFO Lublin – Milli Piyango SK    | 38-32 |

| Hold              | Kampe | Mål     | Point |
| ----------------- | ----- | ------- | ----- |
| HC Lada Togliatti | 3     | 102-640 | 6     |
| SPR SAFO Lublin   | 3     | 86-92   | 4     |
| Balonmano Sagunto | 3     | 94-87   | 2     |
| Milli Piyango SK  | 3     | 078-117 | 0     |

### Første gruppespil

#### Gruppe A
| Dato   | Kamp                                         | Res.  |
| ------ | -------------------------------------------- | ----- |
| 27.10. | Győri Audi ETO – Slagelse DT                 | 24-17 |
| 28.10. | HC Podravka Vegeta – Cem. la Union-Ribarroja | 32-27 |
| 3.11.  | Slagelse DT – HC Podravka Vegeta             | 27-19 |
| 3.11.  | Cementas la Union-Ribarroja – Győri Audi ETO | 28-31 |
| 10.11. | Győri Audi ETO – HC Podravka Vegeta          | 34-29 |
| 10.11. | Cementas la Union-Ribarroja – Slagelse DT    | 20-34 |
| 17.11. | HC Podravka Vegeta – Slagelse DT             | 22-28 |
| 18.11. | Győri Audi ETO – Cementas la Union-Ribarroja | 32-24 |
| 5.1.   | Slagelse DT – Győri Audi ETO                 | 20-24 |
| 5.1.   | Cem. la Union-Ribarroja – HC Podravka Vegeta | 26-38 |
| 12.1.  | Slagelse DT – Cementas la Union-Ribarroja    | 26-24 |
| 13.1.  | HC Podravka Vegeta – Győri Audi ETO          | 33-40 |

| Hold                        | Kampe | Mål     | Point |
| --------------------------- | ----- | ------- | ----- |
| Győri Audi ETO              | 6     | 185-151 | 12    |
| Slagelse DT                 | 6     | 152-133 | 8     |
| HC Podravka Vegeta          | 6     | 173-182 | 4     |
| Cementas la Union-Ribarroja | 6     | 149-193 | 0     |

#### Gruppe B
| Dato   | Kamp                                 | Res.  |
| ------ | ------------------------------------ | ----- |
| 27.10. | IK Sävehof – RK Krim Mercator        | 30-31 |
| 27.10. | 1. FC Nürnberg – Zvezda Zvenigorod   | 27-27 |
| 2.11.  | Zvezda Zvenigorod – IK Sävehof       | 36-30 |
| 3.11.  | RK Krim Mercator – 1. FC Nürnberg    | 30-31 |
| 9.11.  | Zvezda Zvenigorod – RK Krim Mercator | 36-31 |
| 11.11. | IK Sävehof – 1. FC Nürnberg          | 36-34 |
| 18.11. | IK Sävehof – Zvezda Zvenigorod       | 26-34 |
| 18.11. | 1. FC Nürnberg – RK Krim Mercator    | 26-24 |
| 4.1.   | Zvezda Zvenigorod – 1. FC Nürnberg   | 35-29 |
| 5.1.   | RK Krim Mercator – IK Sävehof        | 24-24 |
| 12.1.  | RK Krim Mercator – Zvezda Zvenigorod | 35-33 |
| 12.1.  | 1. FC Nürnberg – IK Sävehof          | 32-26 |

| Hold              | Kampe | Mål     | Point |
| ----------------- | ----- | ------- | ----- |
| Zvezda Zvenigorod | 6     | 201-178 | 9     |
| 1. FC Nürnberg    | 6     | 179-178 | 7     |
| RK Krim Mercator  | 6     | 175-180 | 5     |
| IK Sävehof        | 6     | 172-191 | 3     |

#### Gruppe C
| Dato   | Kamp                                             | Res.  |
| ------ | ------------------------------------------------ | ----- |
| 25.10. | Larvik HK – HC Kometal Gjorce Petrov             | 27-24 |
| 27.10. | HC Lada Togliatti – Hypo Niederösterreich        | 28-30 |
| 2.11.  | HC Kometal Gjorce Petrov – HC Lada Togliatti     | 25-29 |
| 3.11.  | Hypo Niederösterreich – Larvik HK                | 31-27 |
| 9.11.  | HC Kometal Gjorce Petrov – Hypo Niederösterreich | 24-27 |
| 10.11. | HC Lada Togliatti – Larvik HK                    | 35-25 |
| 17.11. | HC Lada Togliatti – HC Kometal Gjorce Petrov     | 27-24 |
| 18.11. | Larvik HK – Hypo Niederösterreich                | 33-34 |
| 4.1.   | Hypo Niederösterreich – HC Lada Togliatti        | 35-30 |
| 5.1.   | HC Kometal Gjorce Petrov – Larvik HK             | 27-25 |
| 11.1.  | Hypo Niederösterreich – HC Kometal Gjorce Petrov | 34-24 |
| 13.1.  | Larvik HK – HC Lada Togliatti                    | 29-28 |

| Hold                     | Kampe | Mål     | Point |
| ------------------------ | ----- | ------- | ----- |
| Hypo Niederösterreich    | 6     | 191-166 | 12    |
| HC Lada Togliatti        | 6     | 177-168 | 6     |
| Larvik HK                | 6     | 166-179 | 4     |
| HC Kometal Gjorce Petrov | 6     | 148-169 | 2     |

#### Gruppe D
| Dato   | Kamp                                           | Res.  |
| ------ | ---------------------------------------------- | ----- |
| 27.10. | Buducnost T-Mobile – Budapest Bank-FTC         | 22-19 |
| 28.10. | CS Oltchim Ramnicu Valcea – Viborg HK          | 33-30 |
| 4.11.  | Viborg HK – Buducnost T-Mobile                 | 36-29 |
| 4.11.  | Budapest Bank-FTC – CS Oltchim Ramnicu Valcea  | 22-32 |
| 9.11.  | CS Oltchim Ramnicu Valcea – Buducnost T-Mobile | 35-22 |
| 11.11. | Budapest Bank-FTC – Viborg HK                  | 30-37 |
| 16.11. | CS Oltchim Ramnicu Valcea – Budapest Bank-FTC  | 34-28 |
| 16.11. | Buducnost T-Mobile – Viborg HK                 | 31-31 |
| 2.1.   | Viborg HK – CS Oltchim Ramnicu Valcea          | 29-31 |
| 6.1.   | Budapest Bank-FTC – Buducnost T-Mobile         | 36-28 |
| 11.1.  | Buducnost T-Mobile – CS Oltchim Ramnicu Valcea | 21-32 |
| 13.1.  | Viborg HK – Budapest Bank-FTC                  | 39-30 |

| Hold                      | Kampe | Mål     | Point |
| ------------------------- | ----- | ------- | ----- |
| CS Oltchim Ramnicu Valcea | 6     | 197-152 | 12    |
| Viborg HK                 | 6     | 202-184 | 7     |
| Buducnost T-Mobile        | 6     | 153-189 | 3     |
| Budapest Bank-FTC         | 6     | 165-192 | 2     |

### Andet gruppespil

#### Gruppe 1
| Dato  | Kamp                                          | Res.  |
| ----- | --------------------------------------------- | ----- |
| 8.2.  | 1. FC Nürnberg – CS Oltchim Ramnicu Valcea    | 28-28 |
| 9.2.  | HC Lada Togliatti – Győri Audi ETO            | 22-28 |
| 15.2. | CS Oltchim Ramnicu Valcea – HC Lada Togliatti | 35-26 |
| 16.2. | Győri Audi ETO – 1. FC Nürnberg               | 30-25 |
| 23.2. | 1. FC Nürnberg – HC Lada Togliatti            | 31-39 |
| 24.2. | Győri Audi ETO – CS Oltchim Ramnicu Valcea    | 30-27 |
| 1.3.  | 1. FC Nürnberg – Győri Audi ETO               | 25-36 |
| 1.3.  | HC Lada Togliatti – CS Oltchim Ramnicu Valcea | 30-27 |
| 7.3.  | CS Oltchim Ramnicu Valcea – 1. FC Nürnberg    | 39-27 |
| 9.3.  | Győri Audi ETO – HC Lada Togliatti            | 33-34 |
| 15.3. | HC Lada Togliatti – 1. FC Nürnberg            | 28-27 |
| 15.3. | CS Oltchim Ramnicu Valcea – Győri Audi ETO    | 32-27 |

| Hold                      | Kampe | Mål     | Point |
| ------------------------- | ----- | ------- | ----- |
| Győri Audi ETO            | 6     | 184-165 | 8     |
| HC Lada Togliatti         | 6     | 179-181 | 8     |
| CS Oltchim Ramnicu Valcea | 6     | 188-168 | 7     |
| 1. FC Nürnberg            | 6     | 163-200 | 1     |

#### Gruppe 2
| Dato  | Kamp                                      | Res.  |
| ----- | ----------------------------------------- | ----- |
| 9.2.  | Slagelse DT – Hypo Niederösterreich       | 21-31 |
| 9.2.  | Viborg HK – Zvezda Zvenigorod             | 31-29 |
| 14.2. | Zvezda Zvenigorod – Slagelse DT           | 39-24 |
| 17.2. | Hypo Niederösterreich – Viborg HK         | 32-30 |
| 22.2. | Zvezda Zvenigorod – Hypo Niederösterreich | 29-33 |
| 23.2. | Slagelse DT – Viborg HK                   | 12-22 |
| 1.3.  | Slagelse DT – Zvezda Zvenigorod           | 20-27 |
| 1.3.  | Viborg HK – Hypo Niederösterreich         | 27-32 |
| 8.3.  | Hypo Niederösterreich – Slagelse DT       | 30-20 |
| 9.3.  | Zvezda Zvenigorod – Viborg HK             | 37-32 |
| 15.3. | Hypo Niederösterreich – Zvezda Zvenigorod | 32-26 |
| 15.3. | Viborg HK – Slagelse DT                   | 31-22 |

| Hold                  | Kampe | Mål     | Point |
| --------------------- | ----- | ------- | ----- |
| Hypo Niederösterreich | 6     | 190-153 | 12    |
| Zvezda Zvenigorod     | 6     | 187-172 | 6     |
| Viborg HK             | 6     | 173-164 | 6     |
| Slagelse DT           | 6     | 119-180 | 0     |

### Semifinaler
| Dato    | Dato    | Hjemmehold i 1. kamp | Hjemmehold i 2. kamp  | Resultat | Resultat | Resultat |
| 1. kamp | 2. kamp | Hjemmehold i 1. kamp | Hjemmehold i 2. kamp  | 1. kamp  | 2. kamp  | Samlet   |
| ------- | ------- | -------------------- | --------------------- | -------- | -------- | -------- |
| 20.4.   | 27.4.   | Zvezda Zvenigorod    | Győri Audi ETO        | 23-25    | 27-21    | 50–46    |
| 20.4.   | 26.4.   | HC Lada Togliatti    | Hypo Niederösterreich | 31-28    | 29-36    | 60–64    |

### Finale
| Dato    | Dato    | Hjemmehold i 1. kamp | Hjemmehold i 2. kamp  | Resultat | Resultat | Resultat |
| 1. kamp | 2. kamp | Hjemmehold i 1. kamp | Hjemmehold i 2. kamp  | 1. kamp  | 2. kamp  | Samlet   |
| ------- | ------- | -------------------- | --------------------- | -------- | -------- | -------- |
| 17.5.   | 24.5.   | Zvezda Zvenigorod    | Hypo Niederösterreich | 25-24    | 31-29    | 56–53    |